# Skrattabborrtjärnen (Bjurholms socken, Ångermanland)
Skrattabborrtjärnen är en sjö i Bjurholms kommun i Ångermanland och ingår i Öreälvens huvudavrinningsområde. Vid provfiske har småspigg fångats i sjön.